# Никулешти (Бузау)
Никулешти (рум. Niculești) насеље је у Румунији у округу Бузау у општини Винтила Вода. Oпштина се налази на надморској висини од 285 m.

## Становништво
Према подацима из 2002. године у насељу је живело 517 становника, од којих су сви румунске националности.